# Chakhtior Salihorsk
Cet article traite de la section football. Pour l'article sur la section volley-ball, voir VK Chakhtior Salihorsk.
Maillots
Le Chakhtior Salihorsk (en biélorusse : «Шахцёр» Салігорск) ou Chakhtior Soligorsk (en russe : «Шахтёр» Солигорск), était un club biélorusse de football fondé en 1961 et disparu en 2025. Il était basé dans la ville de Salihorsk.

## Histoire

### Débuts dans la RSS de Biélorussie (1961-1991)
Fondé en 1961 au sein de l'entreprise minière de Soligorsk, le club fait ses débuts en compétition l'année suivante en intégrant le championnat de l'oblast de Minsk. Après avoir remporté la coupe régionale, il remporte le championnat en 1963 et intègre l'année suivante la deuxième division du championnat de la RSS de Biélorussie. Il y évolue jusqu'à la saison 1968, qui le voit terminer premier du deuxième groupe avant de remporter le tournoi final. S'y maintenant perpétuellement par la suite, il termine notamment vice-champion en 1988 et en 1990 et atteint par ailleurs la finale de la coupe républicaine à trois reprises entre 1985 et 1988.

### Biélorussie indépendante et premier titre de champion (1992-2005)
Après la chute de l'Union soviétique en 1991, le Chakhtior est intégré directement au sein de la nouvelle première division biélorusse l'année suivante. Ses débuts sont cependant laborieux, le club se classant régulièrement parmi les dernières places durant les années 1990 tout évitant la relégation, avec notamment un repêchage administratif en 1997 malgré une seizième et dernière place.
Les performances de l'équipe s'améliorent nettement à partir de la saison 1999, qui la voit terminer cinquième. Elle se maintient par la suite à cette position pendant deux autres saisons avant de monter sur le podium en 2002 et de remporter le championnat pour la première fois de son histoire à l'issue de la saison 2005. Ce sacre est notamment précédé d'une victoire en Coupe de Biélorussie l'année précédente.

### Un habitué du haut de classement (depuis 2006)
Le Chakhtior se démarque par la suite comme une des principales écuries du football biélorusse, terminant quasi-systématiquement sur le podium mais sans parvenir à remporter de nouveau titre de champion en raison de la domination nationale du BATE Borisov. Il enchaîne tout de même pas moins de sept finales de Coupe entre 2006 et 2017, l'emportant par deux fois en 2014 et en 2019. Les performances nationales du Chakhtior lui permettent de plus de prendre part régulièrement aux compétitions européennes, notamment la Ligue Europa où il est un acteur récurrent des phases de qualification. Contrairement au BATE ou au Dinamo Minsk, il ne parvient cependant jamais à atteindre la phase de groupes d'une compétition quelconque, ne faisant pas mieux qu'un barrage lors de la saison 2014-2015.
Les Salihorskiens remportent finalement leur deuxième championnat à l'issue de la saison 2020, dépassant pour ce faire le BATE dans les dernières minutes de la dernière journée. Ils conservent par la suite le titre de manière confortable lors de l'exercice suivant, assurant cette fois leur sacre avec quatre matchs restants au cours d'une saison qui voit pourtant le club enchaîner pas moins de trois entraîneurs différents, notamment en vertu de performances européennes au contraire très décevantes, avec une défaite d'entrée en Ligue des champions face au Ludogorets Razgrad suivie par une élimination prématurée en Ligue Europa Conférence contre le club luxembourgeois du CS Fola Esch.
Le club est initialement sacré champion de Biélorussie 2022.
Le 11 mai 2023, la Fédération biélorusse de football annonce plusieurs sanctions à la suite d'informations reçues par la justice biélorusse concernant des matchs truqués lors de cette saison 2022 ; le club se voit retirer le titre de champion 2022, est sanctionné d'une pénalité de 30 points pour le championnat 2023, d'une pénalité de 20 points pour le championnat 2024 ainsi que d'une amende de 370 000 roubles biélorusses, et sont privés de participation pour une compétition européenne pour la saison 2023-2024.
Le club disparaît en 2025.

## Bilan sportif

### Palmarès
| Compétitions nationales | Compétitions internationales            |
| --- | --------------------------------------- |
| - Championnat de Biélorussie (3) : - Champion : 2005, 2020 et 2021. - Vice-champion : 2010, 2011, 2016 et 2018. - Coupe de Biélorussie (3) : - Vainqueur : 2003-04, 2013-14 et 2018-19. - Finaliste : 2005-06, 2007-08, 2008-09, 2014-15 et 2016-17. - Supercoupe de Biélorussie (2) : - Vainqueur : 2021 et 2023 - Finaliste : 2015, 2016, 2020 et 2022. | - Coupe de la CEI : - Finaliste : 2011. |

### Classements en championnat
La frise ci-dessous résume les classements successifs du club en championnat de Biélorussie depuis 1992.

### Bilan par saison
Légende

Graphique résumant les classements du Chakhtior Salihorsk depuis 1992 (en bleu). La ligne grise hachurée représente le nombre d'équipes participant à chaque saison.

- Vainqueur de la compétition.
- Vice-champion ou finaliste de la compétition.
- Troisième de la compétition.
- Promu en division supérieure.
- Relégué en division inférieure.

| Saison    | Championnat | Championnat | Championnat | Championnat | Championnat | Championnat | Championnat | Championnat | Championnat | Championnat | Coupe de Biélorussie |
| Saison    | Division    | Pos         | Pts         | J           | V           | N           | D           | BP          | BC          | Diff        | Coupe de Biélorussie |
| --------- | ----------- | ----------- | ----------- | ----------- | ----------- | ----------- | ----------- | ----------- | ----------- | ----------- | -------------------- |
| 1992      | 1re         | 11e         | 13          | 15          | 5           | 3           | 7           | 15          | 17          | -2          | Huitièmes de finale  |
| 1992-1993 | 1re         | 11e         | 26          | 32          | 8           | 10          | 14          | 19          | 34          | -15         | Seizièmes de finale  |
| 1993-1994 | 1re         | 13e         | 21          | 30          | 5           | 11          | 14          | 21          | 39          | -18         | Quarts de finale     |
| 1994-1995 | 1re         | 14e         | 20          | 30          | 5           | 10          | 15          | 22          | 41          | -19         | Seizièmes de finale  |
| 1995      | 1re         | 13e         | 16          | 15          | 4           | 4           | 7           | 12          | 20          | -8          | Quarts de finale     |
| 1996      | 1re         | 11e         | 29          | 30          | 8           | 5           | 17          | 29          | 50          | -21         | Quarts de finale     |
| 1997      | 1re         | 16e         | 24          | 30          | 6           | 6           | 18          | 22          | 53          | -31         | Seizièmes de finale  |
| 1998      | 1re         | 11e         | 30          | 28          | 8           | 6           | 14          | 33          | 54          | -21         | Huitièmes de finale  |
| 1999      | 1re         | 5e          | 59          | 30          | 18          | 5           | 7           | 58          | 30          | +28         | Huitièmes de finale  |
| 2000      | 1re         | 5e          | 54          | 30          | 15          | 9           | 6           | 47          | 29          | +18         | Seizièmes de finale  |
| 2001      | 1re         | 5e          | 46          | 26          | 13          | 7           | 6           | 43          | 24          | +19         | Quarts de finale     |
| 2002      | 1re         | 3e          | 51          | 26          | 15          | 6           | 5           | 41          | 23          | +18         | Demi-finales         |
| 2003      | 1re         | 5e          | 64          | 30          | 19          | 7           | 4           | 60          | 23          | +37         | Huitièmes de finale  |
| 2004      | 1re         | 3e          | 65          | 30          | 19          | 8           | 3           | 55          | 21          | +34         | Vainqueur            |
| 2005      | 1re         | 1er         | 63          | 26          | 19          | 6           | 1           | 59          | 14          | +45         | Huitièmes de finale  |
| 2006      | 1re         | 3e          | 51          | 26          | 16          | 3           | 7           | 50          | 31          | +19         | Finale               |
| 2007      | 1re         | 3e          | 44          | 26          | 12          | 8           | 6           | 41          | 27          | +14         | Quarts de finale     |
| 2008      | 1re         | 4e          | 51          | 30          | 15          | 6           | 9           | 50          | 35          | +15         | Finale               |
| 2009      | 1re         | 6e          | 38          | 26          | 10          | 8           | 8           | 33          | 28          | +5          | Finale               |
| 2010      | 1re         | 2e          | 66          | 33          | 19          | 9           | 5           | 51          | 23          | +28         | Demi-finales         |
| 2011      | 1re         | 2e          | 61          | 33          | 17          | 10          | 6           | 46          | 24          | +22         | Demi-finales         |
| 2012      | 1re         | 2e          | 61          | 30          | 18          | 7           | 5           | 59          | 24          | +35         | Huitièmes de finale  |
| 2013      | 1re         | 2e          | 58          | 32          | 17          | 7           | 8           | 44          | 26          | +18         | Quarts de finale     |
| 2014      | 1re         | 3e          | 50          | 32          | 14          | 8           | 10          | 35          | 28          | +7          | Vainqueur            |
| 2015      | 1re         | 3e          | 49          | 26          | 14          | 7           | 5           | 47          | 27          | +20         | Finale               |
| 2016      | 1re         | 2e          | 59          | 30          | 17          | 8           | 5           | 46          | 20          | +26         | Quarts de finale     |
| 2017      | 1re         | 3e          | 65          | 30          | 21          | 5           | 5           | 52          | 22          | +30         | Finale               |
| 2018      | 1re         | 2e          | 64          | 30          | 19          | 7           | 4           | 45          | 14          | +31         | Quarts de finale     |
| 2019      | 1re         | 3e          | 65          | 30          | 20          | 5           | 5           | 59          | 21          | +38         | Vainqueur            |
| 2020      | 1re         | 1er         | 59          | 30          | 17          | 8           | 5           | 57          | 21          | +36         | Demi-finales         |
| 2021      | 1re         | 1er         | 75          | 30          | 24          | 3           | 3           | 62          | 18          | +44         | Demi-finales         |
| 2022      | 1re         | NC          | 65          | 30          | 20          | 5           | 5           | 55          | 17          | +38         | Huitièmes de finale  |
| 2023      | 1re         | 13e         | 9-30        | 28          | 13          | 5           | 10          | 50          | 40          | +10         | Quarts de finale     |
| 2024      | 1re         | 16e         | 2-20        | 30          | 5           | 7           | 18          | 19          | 45          | -26         | Quarts de finale     |

### Bilan européen
Qualifié en compétition européenne pour la première en 2001 dans le cadre de la Coupe UEFA, son parcours est cependant très bref, étant éliminé d'entrée par l'équipe bulgare du CSKA Sofia lors du tour préliminaire (2-5). Il découvre deux ans après la Coupe Intertoto, où il atteint le deuxième tour avant de tomber face aux Croates du HNK Cibalia (3-5). Vainqueur du championnat en 2005, le Chakhtior connaît sa première participation à la Ligue des champions l'année suivante. Il en est cependant éliminé d'entrée par l'équipe bosniaque du Široki Brijeg lors du premier tour de qualification (0-2).
Au cours des années 2010, le club se qualifie perpétuellement pour la phase qualificative de la Ligue Europa, où il effectue cependant rarement des parcours notables. La seule exception est la saison 2014-2015 qui le voit passer avec brio l'équipe irlandaise de Derry City (6-1) puis le club belge du Zulte Waregem (7-4) avant de finalement chuter au stade des barrages face aux Néerlandais du PSV Eindhoven (0-3).
Après son titre de 2020, le Chakhtior dispute la Ligue des champions pour la deuxième fois lors de la saison 2021-2022, mais doit là encore s'incliner d'entrée face à l'équipe bulgare du Ludogorets Razgrad qui s'impose par deux fois sur le score de 1-0 au premier tour de qualification. Repêché dans la foulée dans la nouvelle Ligue Europa Conférence, les Biélorusses échouent cette fois contre le club luxembourgeois du CS Fola Esch sur le score cumule de 3-1.
Légende
- Victoire ou qualification pour le tour suivant
- Match nul
- Défaite ou élimination de la compétition

Note : dans les résultats ci-dessous, le score du club est toujours donné en premier.
| Saison    | Compétition             | Tour              | Club                 | Domicile | Extérieur | Total             |
| --------- | ----------------------- | ----------------- | -------------------- | -------- | --------- | ----------------- |
| 2001-2002 | Coupe UEFA              | Tour préliminaire | CSKA Sofia           | 1 - 2    | 1 - 3     | 2 - 5             |
| 2003      | Coupe Intertoto         | Premier tour      | Omagh Town           | 1 - 0    | 7 - 1     | 8 - 1             |
| 2003      | Coupe Intertoto         | Deuxième tour     | HNK Cibalia          | 1 - 1    | 2 - 4     | 3 - 5             |
| 2004-2005 | Coupe UEFA              | Premier tour Q    | Nistru Otaci         | 1 - 2    | 1 - 1     | 2 - 3             |
| 2006-2007 | Ligue des champions     | Premier tour Q    | Široki Brijeg        | 0 - 1    | 0 - 1     | 0 - 2             |
| 2007      | Coupe Intertoto         | Premier tour      | Ararat Erevan        | 4 - 1    | 0 - 2     | 4 - 3             |
| 2007      | Coupe Intertoto         | Deuxième tour     | Tchornomorets Odessa | 0 - 2    | 2 - 4     | 2 - 6             |
| 2008      | Coupe Intertoto         | Premier tour      | Cracovia             | 3 - 0    | 2 - 1     | 4 - 1             |
| 2008      | Coupe Intertoto         | Deuxième tour     | Sturm Graz           | 0 - 0    | 0 - 2     | 0 - 2             |
| 2011-2012 | Ligue Europa            | Deuxième tour Q   | FK Ventspils         | 0 - 1    | 2 - 3     | 2 - 4             |
| 2012-2013 | Ligue Europa            | Deuxième tour Q   | SV Ried              | 1 - 1    | 0 - 0     | 1 - 1E            |
| 2013-2014 | Ligue Europa            | Deuxième tour Q   | Milsami Orhei        | 1 - 1    | 1 - 1 ap  | 2 - 2 (2 - 4 tab) |
| 2014-2015 | Ligue Europa            | Deuxième tour Q   | Derry City           | 5 - 1    | 1 - 0     | 6 - 1             |
| 2014-2015 | Ligue Europa            | Troisième tour Q  | Zulte Waregem        | 2 - 2    | 5 - 2     | 7 - 4             |
| 2014-2015 | Ligue Europa            | Barrages          | PSV Eindhoven        | 0 - 2    | 0 - 1     | 0 - 3             |
| 2015-2016 | Ligue Europa            | Premier tour Q    | Glenavon FC          | 3 - 0    | 2 - 1     | 5 - 1             |
| 2015-2016 | Ligue Europa            | Deuxième tour Q   | Wolfsberger AC       | 0 - 1    | 0 - 2     | 0 - 3             |
| 2016-2017 | Ligue Europa            | Premier tour Q    | NSÍ Runavík          | 5 - 0    | 2 - 0     | 7 - 0             |
| 2016-2017 | Ligue Europa            | Deuxième tour Q   | NK Domžale           | 1 - 1    | 1 - 2     | 2 - 3             |
| 2017-2018 | Ligue Europa            | Premier tour Q    | Sūduva Marijampolė   | 0 - 0    | 1 - 2     | 1 - 2             |
| 2018-2019 | Ligue Europa            | Premier tour Q    | Connah's Quay Nomads | 2 - 0    | 3 - 1     | 5 - 1             |
| 2018-2019 | Ligue Europa            | Deuxième tour Q   | Lech Poznań          | 1 - 1    | 1 - 3 ap  | 1 - 4             |
| 2019-2020 | Ligue Europa            | Premier tour Q    | Hibernians FC        | 1 - 0    | 1 - 0     | 2 - 0             |
| 2019-2020 | Ligue Europa            | Deuxième tour Q   | Esbjerg fB           | 2 - 0    | 0 - 0     | 2 - 0             |
| 2019-2020 | Ligue Europa            | Troisième tour Q  | Torino FC            | 1 - 1    | 0 - 5     | 1 - 6             |
| 2020-2021 | Ligue Europa            | Premier tour Q    | Sfîntul Gheorghe     | 0 - 0 ap | N/A       | 0 - 0 (1 - 4 tab) |
| 2021-2022 | Ligue des champions     | Premier tour Q    | Ludogorets Razgrad   | 0 - 1    | 0 - 1     | 0 - 2             |
| 2021-2022 | Ligue Europa Conférence | Deuxième tour Q   | CS Fola Esch         | 1 - 2    | 0 - 1     | 1 - 3             |
| 2022-2023 | Ligue des champions     | Premier tour Q    | NK Maribor           | 0 - 2    | 0 - 0     | 0 - 2             |
| 2022-2023 | Ligue Europa Conférence | Troisième tour Q  | CFR Cluj             | 0 - 0    | 0 - 1     | 0 - 1             |

## Personnalités du club

### Entraîneurs
La liste suivante présente les différents entraîneurs connus du club,.
- Nikolaï Kostioukevitch (1992-1993)
- Konstantin Afanasiev (1996-1997)
- Ivan Chtchiokine (ru) (juillet 1997-janvier 2000)
- Nikolaï Kostioukevitch (janvier 2000-janvier 2002)
- Iouri Vergueïtchik (en) (janvier 2002-mai 2009)
- Alekseï Vergueïenko (juin 2009-novembre 2009)
- Eduard Malofeev (novembre 2009-mai 2010)
- Vladimir Jouravel (en) (mai 2010-décembre 2013)
- Sergueï Borovski (janvier 2014-juin 2015)
- Sergueï Nikiforenko (en) (juin 2015-décembre 2016)
- Oleg Koubarev (en) (décembre 2016-juillet 2017)
- Marek Zub (en) (juillet 2017-avril 2018)
- Sergueï Tachouïev (avril 2018-novembre 2019)
- Yuriy Vernydub (novembre 2019-août 2020)
- Roman Hryhorchuk (en) (septembre 2020-juillet 2021)
- Sergueï Gurenko (juillet 2021-septembre 2021)
- Alekseï Baga (en) (septembre 2021-décembre 2021[15])
- Ivan Bionchik (en) (décembre 2021[16]-avril 2022)
- Sergueï Tachouïev (avril 2022-septembre 2022)
- Milic Curcic (depuis septembre 2022)

### Effectif actuel
1. ↑  Seule la nationalité sportive est indiquée. Un joueur peut avoir plusieurs nationalités mais n'a le droit de jouer que pour une seule sélection nationale.
2. ↑  Seule la sélection la plus importante est indiquée.

## Historique du logo

Logo de 2003 à 2009.
Logo depuis 2010.